# Ат-Табарани
Абу-ль-Ка́сим Сулейма́н ибн А́хмад ат-Табара́ни (араб. أبو القاسم سليمان بن أحمد الطبراني‎; 873, Тверия совр. Израиль — 970, Исфахан, совр. Иран) — толкователь Корана, исламский правовед и хадисовед.

## Биография
Его полное имя Абуль-Ка́сим Сулейма́н ибн Ахмад ибн Айю́б ибн Мутаййир аль-Ляхми́ аш-Ша́ми ат-Табара́ни. Родился в Тверии (Палестина), жил и умер в Исфахане. Начал обучение в 13 лет; учился у известных богословов своего времени.
Ат-Табарани обладал отличной памятью и знал наизусть более 3000 хадисов пророка Мухаммада с цепочками их передатчиков. Для собирания и изучения хадисов он много путешествовал по Сирии, Ираку, Хиджазу, Йемену и Египту.
Среди известных учеников Сулеймана ат-Табарани были Амр ибн Абдул-Халик аль-Басри и Абу Бакр аль-Баззар.

## Сочинения
- «аль-Муджам аль-Кабир»
- «аль-Муджам аль-Авсат»
- «аль-Муджам ас-Сагир»[4]